# Bugatti Type 51

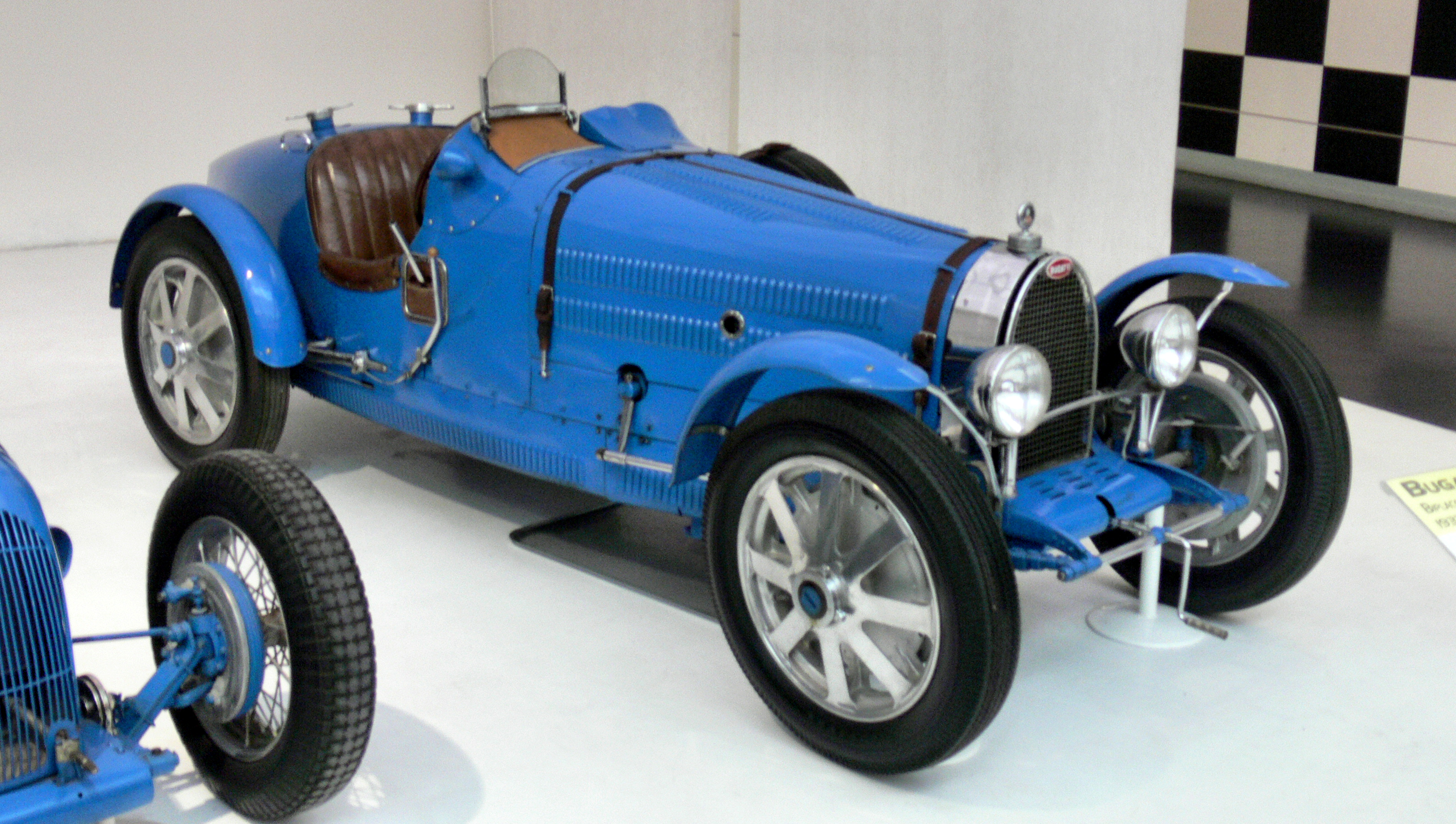
Bugatti Type 51 A

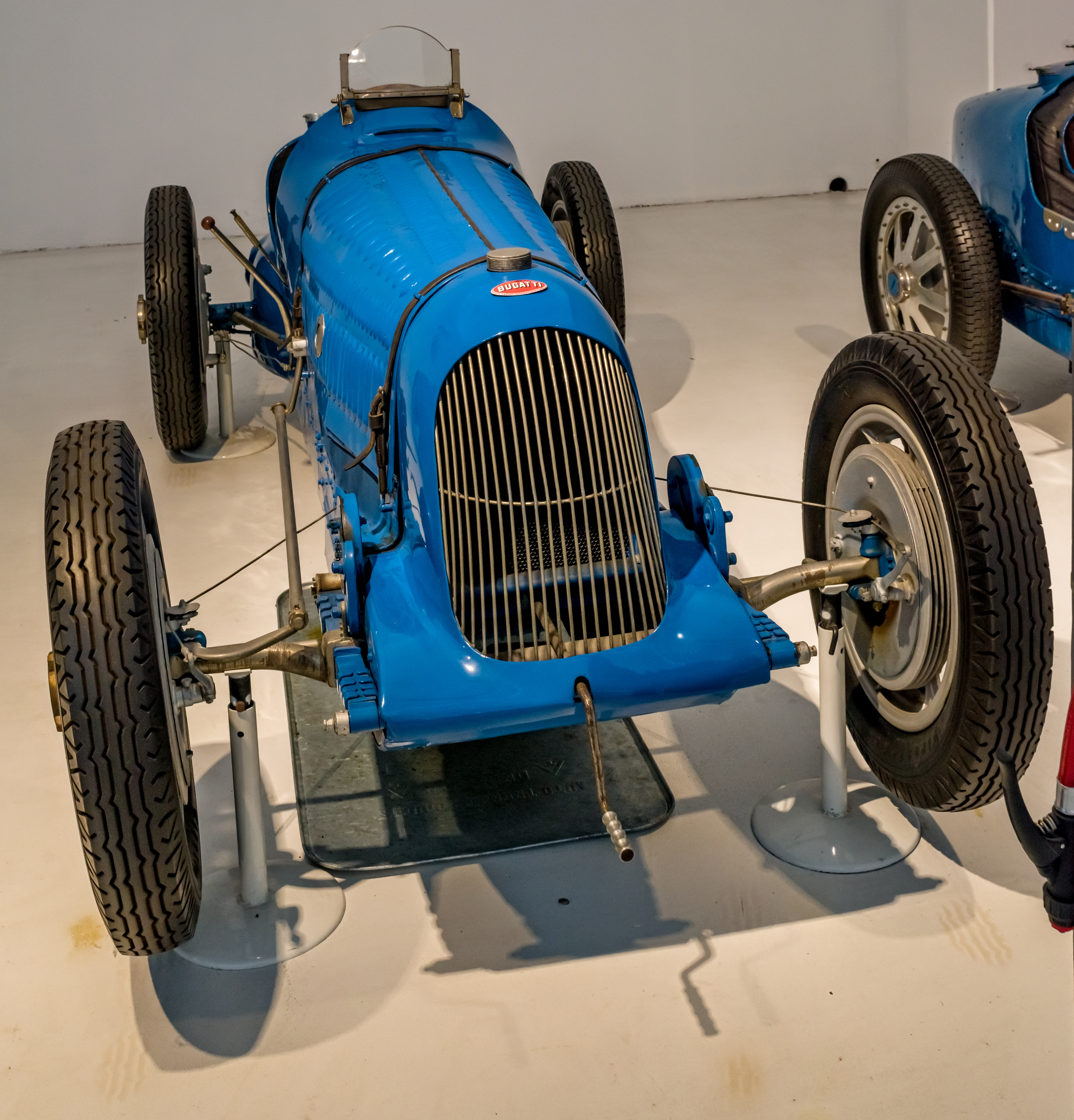
Bugatti Type 51 A als Einsitzer

Der Bugatti Type 51 ist ein Rennwagen. Hersteller war Bugatti aus Frankreich.

## Beschreibung
Das Grundmodell wurde im April 1931 als Nachfolger des Type 35 präsentiert. Die Abmessungen des Achtzylinder-Reihenmotors sind identisch. Die Bohrung beträgt 60 mm und der Hub 100 mm. Dennoch wurde der Motor grundlegend überarbeitet. Der Motorblock besteht aus einem Block. DOHC-Ventilsteuerung durch zwei obenliegende Nockenwellen sowie der Verzicht auf Dreiventiltechnik waren ebenfalls Neuheiten. Jeder Zylinder hat nur ein Einlassventil und ein Auslassventil. Die Kurbelwelle ist fünffach gelagert. Der Motor ist wassergekühlt. Ein Roots-Kompressor sorgt für mehr Leistung, die je nach Quelle mit 160 bis 180 PS, 180 PS oder 190 PS angegeben ist.
Das Fahrgestell entspricht weitgehend dem Type 35. Der Motor ist vorne längs eingebaut. Er treibt über ein Vierganggetriebe und eine Kardanwelle die Hinterachse an. Der Radstand beträgt 240 cm und die Spurweite 120 cm. Die Fahrzeuge sind 370 cm lang und 150 cm breit. Das reine Fahrgestell wiegt 750 kg. Als Leergewicht sind 850 kg angegeben. Aufbauten sind offene Monoposto und Zweisitzer.
Ein optisches Unterscheidungsmerkmal zum Type 35 sind die zwei Tankeinfüllstutzen hinter den Sitzen.

### Type 51 A
Der 1931 erschienene Type 51 A löste den Type 39 ab. Sein Motor hat 66 mm Hub, was 1493 cm³ Hubraum ergibt. Der Motor leistet 130 PS. Die übrigen Daten entsprechen dem Grundmodell.

### Type 51 C
Auch der 1931 oder 1932 vorgestellte Type 51 C entspricht weitgehend der Basisausführung. Sein Motor hat 88 mm Hub, sodass sich 1991 cm³ Hubraum ergeben. Er leistet 160 PS. Das Fahrgestell ist 10 kg leichter.

## Bauzeit und Stückzahlen
1935 endete die Produktion dieser Modelle ohne direkte Nachfolger.
Eine Quelle nennt insgesamt 40 Fahrzeuge, darunter 30 vom Grundtyp. Eine zweite Quelle bestätigt 40, meint aber, dass es etwa 20 vom Type 51 C waren. Eine dritte Quelle nennt ebenfalls 40, darunter nur wenige von Type 51 A und Type 51 C. Eine vierte Quelle gibt auch 40 Fahrzeuge an.
30 Fahrzeuge sind erhalten geblieben.

## Preise und Nachbildungen
2016 wurde das Fahrzeug mit der Fahrgestellnummer 51121 für 4 Millionen US-Dollar versteigert. 2018 wurden 3.740.000 Dollar für das Fahrzeug mit der Nummer 51132 erzielt.
Es gibt Nachbildungen. Viele basieren auf dem Plattformrahmen vom VW Käfer. Establecimiento Pur Sang aus Argentinien bietet dagegen hochwertige Nachbauten an. Ein solches Fahrzeug, das im Automuseum Stainz ausgestellt war, wurde 2013 für 143.000 Euro versteigert.